# Christian Wörns
Christian Wörns (Mannheim, 10 mei 1972) is een Duits voormalig betaald voetballer die doorgaans als verdediger speelde. Hij kwam 66 keer uit voor het Duits voetbalelftal.

## Carrière

### Clubs
Wörns debuteerde in het eerste team van Waldhof Mannheim. Hij was de op vier na jongste debutant in de Bundesliga. Met zijn spel bij Mannheim verdiende hij een transfer naar Bayer 04 Leverkusen. Samen met Jens Nowotny vormde hij zeven jaar het centrale duo van Leverkusen, waarvoor hij 211 wedstrijden speelde en dertien keer scoorde. In de zomer van 1998 verhuisde hij naar het Paris Saint-Germain. Wörns kwam er tot 28 wedstrijden en twee doelpunten en in de zomer keerde hij terug naar Duitsland bij Borussia Dortmund.

## Overzicht
| Seizoen | Club                | Wedstrijden | Doelpunten | Competitie |
| ------- | ------------------- | ----------- | ---------- | ---------- |
| 1991/92 | Bayer 04 Leverkusen | 38          | 0          | Bundesliga |
| 1992/93 | Bayer 04 Leverkusen | 34          | 2          | Bundesliga |
| 1993/94 | Bayer 04 Leverkusen | 33          | 6          | Bundesliga |
| 1994/95 | Bayer 04 Leverkusen | 19          | 1          | Bundesliga |
| 1995/96 | Bayer 04 Leverkusen | 25          | 2          | Bundesliga |
| 1996/97 | Bayer 04 Leverkusen | 33          | 1          | Bundesliga |
| 1997/98 | Bayer 04 Leverkusen | 29          | 1          | Bundesliga |
| 1998/99 | Paris Saint-Germain | 28          | 1          | Ligue 1    |
| 1999/00 | Borussia Dortmund   | 26          | 2          | Bundesliga |
| 2000/01 | Borussia Dortmund   | 23          | 3          | Bundesliga |
| 2001/02 | Borussia Dortmund   | 29          | 2          | Bundesliga |
| 2002/03 | Borussia Dortmund   | 30          | 0          | Bundesliga |
| 2003/04 | Borussia Dortmund   | 31          | 1          | Bundesliga |
| 2004/05 | Borussia Dortmund   | 29          | 1          | Bundesliga |
| 2005/06 | Borussia Dortmund   | 28          | 3          | Bundesliga |
| 2006/07 | Borussia Dortmund   | 24          | 2          | Bundesliga |
| 2007/08 | Borussia Dortmund   | 9           | 1          | Bundesliga |
| Totaal  |                     | 468         | 30         |            |

### Duitsland
Op 22-jarige leeftijd maakte hij zijn debuut in het Duits voetbalelftal. Hij kwam tot 66 optredens zonder doelpunt. In de U-21 speelde hij eerder zestien wedstrijden en scoorde hij één doelpunt. Wörns stopte als international na een ruzie met toenmalig bondscoach Jürgen Klinsmann. Doordat hij niet geselecteerd werd voor het WK 2006 in eigen land, haalde hij verbaal uit naar de Duitse bondscoach. Hierdoor kreeg hij een disciplinaire straf. De DFB schorste hem. Wörns trok zijn conclusies en gaf aan dat hij niet meer opgeroepen wilde worden voor het Duitse nationale elftal.